# EV Landshut
EV Landshut (celým názvem: Eislaufverein Landshut) je německý klub ledního hokeje, který sídlí v bavorském městě Landshut. Založen byl v roce 1948. V letech 2002–2013 působil pod názvem Landshut Cannibals. Německým mistrem se stal v letech 1970 a 1983. Od sezóny 2015/16 působil v Eishockey-Oberlize Süd, třetí německé nejvyšší soutěži ledního hokeje, kterou v roce 2019 vyhrál a momentálně působí v Deutsche Eishockey Liga 2, což je druhá nejvyšší německá soutěž, Klubové barvy jsou červená a bílá.
Své domácí zápasy odehrává v Eisstadionu am Gutenbergweg s kapacitou 6 737 diváků.

## Historické názvy
Zdroj:
- 1948 – EV Landshut (Eislaufverein Landshut)
- 2002 – Landshut Cannibals
- 2013 – EVL Landshut Eishockey (Eislaufverein Landshut Eishockey)
- 2015 – EV Landshut (Eislaufverein Landshut)

## Získané trofeje
- Meisterschaft / Bundesliga / DEL ( 2× )
  - 1969/70, 1982/83
- Deutscher Eishockeypokal ( 1× )
  - 1968/69

## Přehled ligové účasti
Stručný přehled
Zdroj:
- 1948–1957: Eishockey-Landesliga Bayern (2. ligová úroveň v Německu)
- 1957–1958: Eishockey-Oberliga (1. ligová úroveň v Německu)
- 1958–1963: Eishockey-Oberliga (2. ligová úroveň v Německu)
- 1963–1994: Eishockey-Bundesliga (1. ligová úroveň v Německu)
- 1994–1999: Deutsche Eishockey Liga (1. ligová úroveň v Německu)
- 1999–2001: Eishockey-Oberliga Süd (3. ligová úroveň v Německu)
- 2001–2002: Eishockey-Oberliga (3. ligová úroveň v Německu)
- 2002–2013: 2. Eishockey-Bundesliga (2. ligová úroveň v Německu)
- 2013–2015: DEL2 (2. ligová úroveň v Německu)
- 2015–2019 : Eishockey-Oberliga Süd (3. ligová úroveň v Německu)
- 2019–doposud: DEL2 (2. ligová úroveň v Německu)

Jednotlivé ročníky
Zdroj:
Legenda: ZČ - základní část, červené podbarvení - sestup, zelené podbarvení - postup, fialové podbarvení - reorganizace, změna skupiny či soutěže
| Německé okupační zóny (1948 – 1949) |                         |           |           |                                   |                   |
| Sezóny                              | Soutěž                  | Úroveň    | ZČ        | Play-off                          | Poznámky          |
| 1948/49                             | Landesliga Bayern       | 2. úroveň | 1. místo  |                                   |                   |
| Německo (1949 – )                   |                         |           |           |                                   |                   |
| Sezóny                              | Soutěž                  | Úroveň    | ZČ        | Play-off                          | Poznámky          |
| 1949/50                             | Landesliga Bayern       | 2. úroveň | 2. místo  |                                   |                   |
| 1950/51                             | Landesliga Bayern       | 2. úroveň | 2. místo  |                                   |                   |
| 1951/52                             | Landesliga Bayern       | 2. úroveň | 2. místo  |                                   |                   |
| 1952/53                             | Landesliga Bayern       | 2. úroveň | 4. místo  |                                   |                   |
| 1953/54                             | Landesliga Bayern       | 2. úroveň | 2. místo  |                                   |                   |
| 1954/55                             | Landesliga Bayern       | 2. úroveň | 1. místo  |                                   |                   |
| 1955/56                             | Landesliga Bayern       | 2. úroveň | 2. místo  |                                   |                   |
| 1956/57                             | Landesliga Bayern       | 2. úroveň | 1. místo  |                                   | Postup            |
| 1957/58                             | Oberliga Süd            | 1. úroveň | 5. místo  |                                   | Reorganizace      |
| 1958/59                             | Oberliga                | 2. úroveň | 4. místo  |                                   |                   |
| 1959/60                             | Oberliga                | 2. úroveň | 2. místo  |                                   |                   |
| 1960/61                             | Oberliga                | 2. úroveň | 2. místo  |                                   |                   |
| 1961/62                             | Oberliga                | 2. úroveň | 1. místo  | Baráž o Bundesligu (prohra)       |                   |
| 1962/63                             | Oberliga                | 2. úroveň | 1. místo  | Baráž o Bundesligu (výhra)        | Postup            |
| 1963/64                             | Bundesliga              | 1. úroveň | 5. místo  | Skupina o udržení (1. místo)      |                   |
| 1964/65                             | Bundesliga              | 1. úroveň | 6. místo  | Skupina o udržení (2. místo)      |                   |
| 1965/66                             | Bundesliga              | 1. úroveň | 8. místo  | Skupina o udržení (3. místo)      |                   |
| 1966/67                             | Bundesliga Süd          | 1. úroveň | 3. místo  | Finálová skupina (3. místo)       |                   |
| 1967/68                             | Bundesliga Süd          | 1. úroveň | 3. místo  | Finálová skupina (3. místo)       |                   |
| 1968/69                             | Bundesliga Süd          | 1. úroveň | 4. místo  | Baráž o Bundesligu Süd (1. místo) |                   |
| 1969/70                             | Bundesliga              | 1. úroveň | 1. místo  | Finálová skupina (1. místo)       |                   |
| 1970/71                             | Bundesliga              | 1. úroveň | 4. místo  |                                   |                   |
| 1971/72                             | Bundesliga              | 1. úroveň | 5. místo  |                                   |                   |
| 1972/73                             | Bundesliga              | 1. úroveň | 3. místo  |                                   |                   |
| 1973/74                             | Bundesliga              | 1. úroveň | 2. místo  |                                   |                   |
| 1974/75                             | Bundesliga              | 1. úroveň | 4. místo  |                                   |                   |
| 1975/76                             | Bundesliga              | 1. úroveň | 2. místo  |                                   |                   |
| 1976/77                             | Bundesliga              | 1. úroveň | 6. místo  | Finálová skupina (3. místo)       |                   |
| 1977/78                             | Bundesliga              | 1. úroveň | 5. místo  | Finálová skupina (5. místo)       |                   |
| 1978/79                             | Bundesliga              | 1. úroveň | 8. místo  | Skupina o udržení (1. místo)      |                   |
| 1979/80                             | Bundesliga              | 1. úroveň | 4. místo  | Finálová skupina (4. místo)       |                   |
| 1980/81                             | Bundesliga              | 1. úroveň | 5. místo  | Čtvrtfinále                       |                   |
| 1981/82                             | Bundesliga              | 1. úroveň | 1. místo  | Zápas o 3. místo (prohra)         |                   |
| 1982/83                             | Bundesliga              | 1. úroveň | 1. místo  | Vítěz                             |                   |
| 1983/84                             | Bundesliga              | 1. úroveň | 4. místo  | Finále                            |                   |
| 1984/85                             | Bundesliga              | 1. úroveň | 4. místo  | Čtvrtfinále                       |                   |
| 1985/86                             | Bundesliga              | 1. úroveň | 5. místo  | Čtvrtfinále                       |                   |
| 1986/87                             | Bundesliga              | 1. úroveň | 8. místo  | Čtvrtfinále                       |                   |
| 1987/88                             | Bundesliga              | 1. úroveň | 4. místo  | Čtvrtfinále                       |                   |
| 1988/89                             | Bundesliga              | 1. úroveň | 8. místo  | Čtvrtfinále                       |                   |
| 1989/90                             | Bundesliga              | 1. úroveň | 9. místo  | Baráž o Bundesligu (1. místo)     |                   |
| 1990/91                             | Bundesliga              | 1. úroveň | 9. místo  | Play-out, 1. kolo (výhra)         |                   |
| 1991/92                             | Bundesliga              | 1. úroveň | 11. místo | Play-out, 2. kolo (prohra)        |                   |
| 1992/93                             | Bundesliga              | 1. úroveň | 10. místo | Play-out, 1. kolo (výhra)         |                   |
| 1993/94                             | Bundesliga              | 1. úroveň | 4. místo  | Čtvrtfinále                       | Reorganizace      |
| 1994/95                             | Deutsche Eishockey Liga | 1. úroveň | 2. místo  | Finále                            |                   |
| 1995/96                             | Deutsche Eishockey Liga | 1. úroveň | 4. místo  | Semifinále                        |                   |
| 1996/97                             | Deutsche Eishockey Liga | 1. úroveň | 7. místo  | Semifinále                        |                   |
| 1997/98                             | Deutsche Eishockey Liga | 1. úroveň | 3. místo  | Semifinále                        |                   |
| 1998/99                             | Deutsche Eishockey Liga | 1. úroveň | 6. místo  | Čtvrtfinále                       | Prodej licence    |
| 1999/00                             | Oberliga Süd            | 3. úroveň | 6. místo  | Vítěz                             | Odmítnutí postupu |
| 2000/01                             | Oberliga Süd            | 3. úroveň | 7. místo  | Čtvrtfinále                       |                   |
| 2001/02                             | Oberliga                | 3. úroveň | 1. místo  | Vítěz                             | Postup            |
| 2002/03                             | 2. Bundesliga           | 2. úroveň | 4. místo  | Semifinále                        |                   |
| 2003/04                             | 2. Bundesliga           | 2. úroveň | 4. místo  | Finále                            |                   |
| 2004/05                             | 2. Bundesliga           | 2. úroveň | 6. místo  | Čtvrtfinále                       |                   |
| 2005/06                             | 2. Bundesliga           | 2. úroveň | 2. místo  | Čtvrtfinále                       |                   |
| 2006/07                             | 2. Bundesliga           | 2. úroveň | 5. místo  | Semifinále                        |                   |
| 2007/08                             | 2. Bundesliga           | 2. úroveň | 2. místo  | Finále                            |                   |
| 2008/09                             | 2. Bundesliga           | 2. úroveň | 6. místo  | Čtvrtfinále                       |                   |
| 2009/10                             | 2. Bundesliga           | 2. úroveň | 5. místo  | Čtvrtfinále                       |                   |
| 2010/11                             | 2. Bundesliga           | 2. úroveň | 8. místo  | Čtvrtfinále                       |                   |
| 2011/12                             | 2. Bundesliga           | 2. úroveň | 1. místo  | Vítěz                             |                   |
| 2012/13                             | 2. Bundesliga           | 2. úroveň | 3. místo  | Čtvrtfinále                       | Reorganizace      |
| 2013/14                             | DEL2                    | 2. úroveň | 5. místo  | Semifinále                        |                   |
| 2014/15                             | DEL2                    | 2. úroveň | 6. místo  | Semifinále                        | Ztráta licence    |
| 2015/16                             | Oberliga Süd            | 3. úroveň | 4. místo  | Čtvrtfinále                       |                   |
| 2016/17                             | Oberliga Süd            | 3. úroveň | 7. místo  | Osmifinále                        |                   |
| 2017/18                             | Oberliga Süd            | 3. úroveň | 1. místo  | Čtvrtfinále                       |                   |
| 2018/19                             | Oberliga Süd            | 3. úroveň | 1. místo  | vítěz                             |                   |

## Účast v mezinárodních pohárech
Zdroj:
Legenda: SP - Spenglerův pohár, EHP - Evropský hokejový pohár, EHL - Evropská hokejová liga, SSix - Super six, IIHFSup - IIHF Superpohár, VC - Victoria Cup, HLMI - Hokejová liga mistrů IIHF, ET - European Trophy, HLM - Hokejová liga mistrů, KP - Kontinentální pohár
- EHP 1970/1971 – 1. kolo
- EHP 1983/1984 – 3. kolo
- KP 2012/2013 – 3. kolo, sk. D (4. místo)